# گمینا کرینیتسا-زدروی
گمینا کرینیتسا-زدروی (به لهستانی:  Gmina Krynica-Zdrój) یک گمینا در لهستان است که در شهرستان نوو سانچ واقع شده‌است. گمینا کرینیتسا-زدروی ۱۴۵٫۳ کیلومتر مربع مساحت و ۱۶٬۸۵۰ نفر جمعیت دارد.